# Devade
Devade là một chi nhện trong họ Dictynidae.